# Grand Prix automobile de Monaco 1930

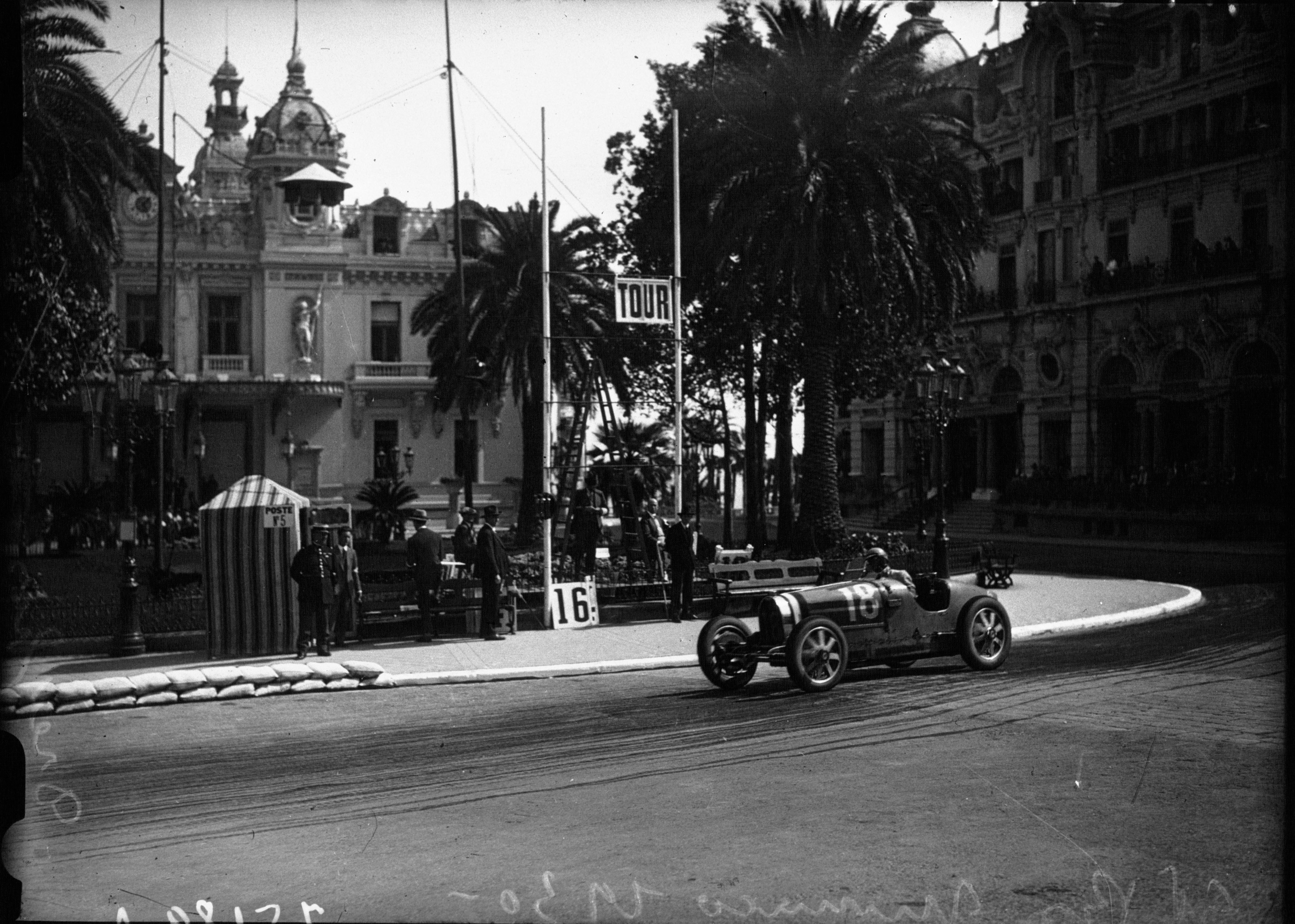
Louis Chiron durant la course.

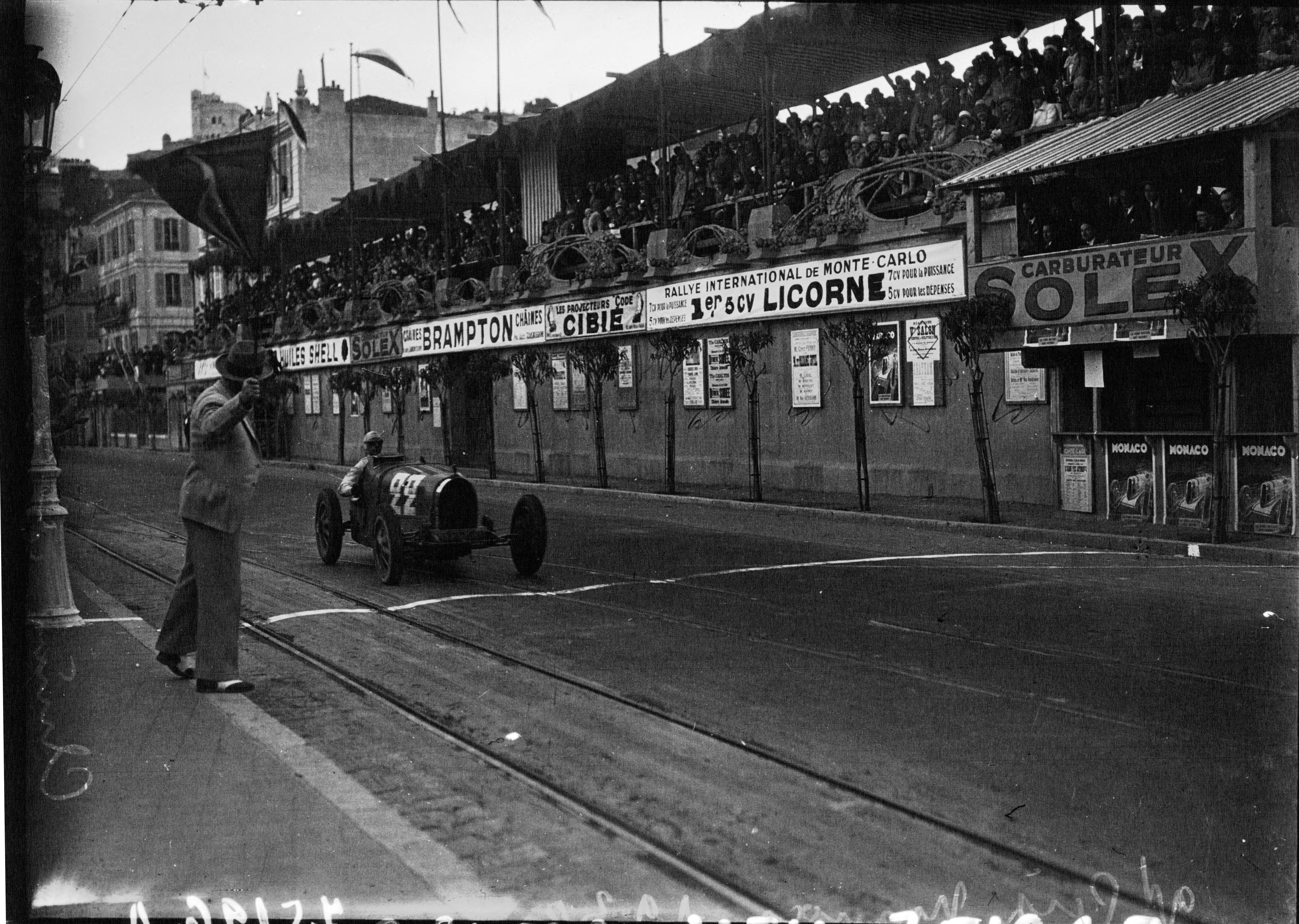
Victoire finale de René Dreyfus.

Le Grand Prix automobile de Monaco 1930 est un Grand Prix qui s'est tenu sur le circuit de Monaco le 6 avril 1930.

## Classement de la course
| Pos. | no | Pilote                      | Écurie                     | Châssis             | Tours | Temps/Abandon         | Grille |
| ---- | -- | --------------------------- | -------------------------- | ------------------- | ----- | --------------------- | ------ |
| 1    | 22 | René Dreyfus                | Écurie Friderich           | Bugatti Type 35B    | 100   | 3 h 41 min 2 s 6      | 10     |
| 2    | 18 | Louis Chiron                | Automobiles Ettore Bugatti | Bugatti Type 35C    | 100   | + 23 s 8              | 5      |
| 3    | 16 | Guy Bouriat                 | Automobiles Ettore Bugatti | Bugatti Type 35C    | 100   | + 8 min 17 s 8        | 4      |
| 4    | 42 | Goffredo Zehender           | Privée                     | Bugatti Type 35B    | 100   | + 10 min 37 s 0       | 8      |
| 5    | 20 | Michel Doré                 | Privée                     | Bugatti Type 37A    | 100   | + 31 min 4 s 0        | 9      |
| 6    | 46 | Hans Stuber                 | Privée                     | Bugatti Type 35C    | 94    | Stoppé                | 3      |
| Abd. | 14 | Juan Zanelli                | Privée                     | Bugatti Type 35B    | 92    | Mécanique             | 6      |
| Abd. | 6  | Ernst Günther Burgaller     | German Bugatti Team        | Bugatti Type 37A    | 62    | Moteur                | 17     |
| Abd. | 24 | Philippe Étancelin          | Privée                     | Bugatti Type 35C    | 60    | Conduite de carburant | 12     |
| Abd. | 26 | Marcel Lehoux               | Privée                     | Bugatti Type 35B    | 47    | Essieu arrière        | 7      |
| Abd. | 8  | Hans Stuck                  | Privée                     | Austro-Daimler ADMR | 31    | Freins                | 14     |
| Abd. | 28 | William Grover-Williams     | Automobiles Ettore Bugatti | Bugatti Type 35C    | 29    | Mécanique             | 1      |
| Abd. | 32 | Luigi Arcangeli             | Officine Alfieri Maserati  | Maserati 26B        | 29    | Différentielle        | 11     |
| Abd. | 36 | Clemente Biondetti          | Scuderia Materassi         | Talbot 700          | 14    | Mécanique             | 13     |
| Abd. | 12 | Georges Bouriano            | Privée                     | Bugatti Type 35B    | 14    | Direction             | 16     |
| Abd. | 34 | Baconin Borzacchini         | Officine Alfieri Maserati  | Maserati 26B        | 13    | Freins/Accident       | 2      |
| Abd. | 2  | Max von Arco-Zinneberg (de) | Graf Arco-Zinneberg        | Mercedes-Benz SSK   | 1     | Accident              | 15     |

- Légende: Abd.=Abandon.

## Pole position et record du tour
- Pole position :  William Grover-Williams (Bugatti) attribué par ballotage.
- Record du tour :  René Dreyfus (Bugatti) en 2 min 7 s.